# Kwartalnik Pedagogiczny
Kwartalnik Pedagogiczny – polskie czasopismo naukowe poświęcone tematyce pedagogicznej, prowadzące współpracę międzynarodową. 

## Historia
Czasopismo zostało założone w 1956 z inicjatywy prof. Bogdana Suchodolskiego w okresie odwilży październikowej, jako jedna z inicjatyw wydawniczych tego naukowca. Bliskimi współpracownikami przy tworzeniu tytułu byli profesorowie Wincenty Okoń i Ryszard Wroczyński. W 1957 na łamach czasopisma ukazał się programowy artykuł prof. Suchodolskiego Pedagogika ideałów i pedagogika życia. 
Wydawcą jest Uniwersytet Warszawski we współpracy z Wydziałem Pedagogicznym tej uczelni. Jest pismem punktowanym, umieszczonym w bazie ERIH, CEEOL oraz CEJSH. Zgodnie z wykazem czasopism naukowych Ministerstwa Nauki i Szkolnictwa Wyższego z 31 lipca 2019 za publikację w piśmie przysługuje autorowi tekstu 20 punktów. Tytuł jest objęty Programem Wsparcia dla Czasopism Naukowych MNiSW.
Redaktorem naczelnym jest dr hab. Adam Fijałkowski (2020).

## Cele
Celem działalności czasopisma jest umożliwianie i pobudzanie dyskusji naukowej wokół najważniejszych dla współczesności problemów edukacyjnych oraz problematyki dziedzin pokrewnych pedagogiki, w tym m.in. pedeutologii, andragogiki, historii wychowania, pedagogiki porównawczej, dydaktyki, pedagogiki społecznej, psychologii edukacji, filozofii edukacji i wychowania estetycznego. 

## Działy
Głównie działy pisma to: artykuły, teksty w językach angielskim lub niemieckim z polskimi streszczeniami (colloquia), materiały i sprawozdania z badań, edukacja w innych krajach oraz recenzje wydawnicze.